# سوزی فریزر
سوزی فریزر (انگلیسی: Suzie Fraser؛ زادهٔ ۲۷ اوت ۱۹۸۳) بازیکن واترپلو زن اهل استرالیا است.